# Antonella Roncelli
Antonella Roncelli (Ponte San Pietro, 1º maggio 1959) è un'ex nuotatrice italiana.

## Biografia
Nata nel 1959 a Ponte San Pietro, in provincia di Bergamo, a 17 anni ha partecipato ai Giochi olimpici di Montréal 1976, nei 100 m dorso, uscendo in batteria, 4ª con il tempo di 1'06"59, nei 200 m dorso, venendo eliminata in batteria, 4ª in 2'24"45, e nella staffetta 4x100 m misti con Iris Corniani, Elisabetta Dessy e Donatella Talpo-Schiavon, uscendo anche in questo caso in batteria, 5ª con il tempo di 4'31"20.
In carriera ha preso parte anche ai Mondiali di Belgrado 1973 (i primi di sempre, dove è uscita in batteria nei 100 m dorso, 4ª con il tempo di 1'08"945) e Cali 1975 e agli Europei di Vienna 1974.
Dopo il ritiro è diventata insegnante di nuoto per bambini.